# Gerbillus henleyi
Gerbillus henleyi је врста глодара из породице мишева.

## Распрострањење
Ареал врсте Gerbillus henleyi обухвата већи број држава у Северној Африци и две на Блиском истоку. 
Врста има станиште у Египту, Либији, Судану, Алжиру, Мароку, Мауританији, Малију, Нигеру, Буркини Фасо, Чаду, Сенегалу, Тунису, Јордану, Израелу, Саудијској Арабији, Оману и Јемену.

## Станиште
Станишта врсте су полупустиње и пустиње. Врста је присутна на ободном подручју око Сахаре у северној Африци.

## Угроженост
Ова врста није угрожена, и наведена је као последња брига јер има широко распрострањење.